# Redford, Texas
Redford là một nơi ấn định cho điều tra dân số (CDP) thuộc quận Presidio, tiểu bang Texas, Hoa Kỳ. Năm 2010, dân số của nơi này là 90 người.

## Dân số
- Dân số năm 2000: 132 người.
- Dân số năm 2010: 90 người.